# 獅子吼・手取県立自然公園

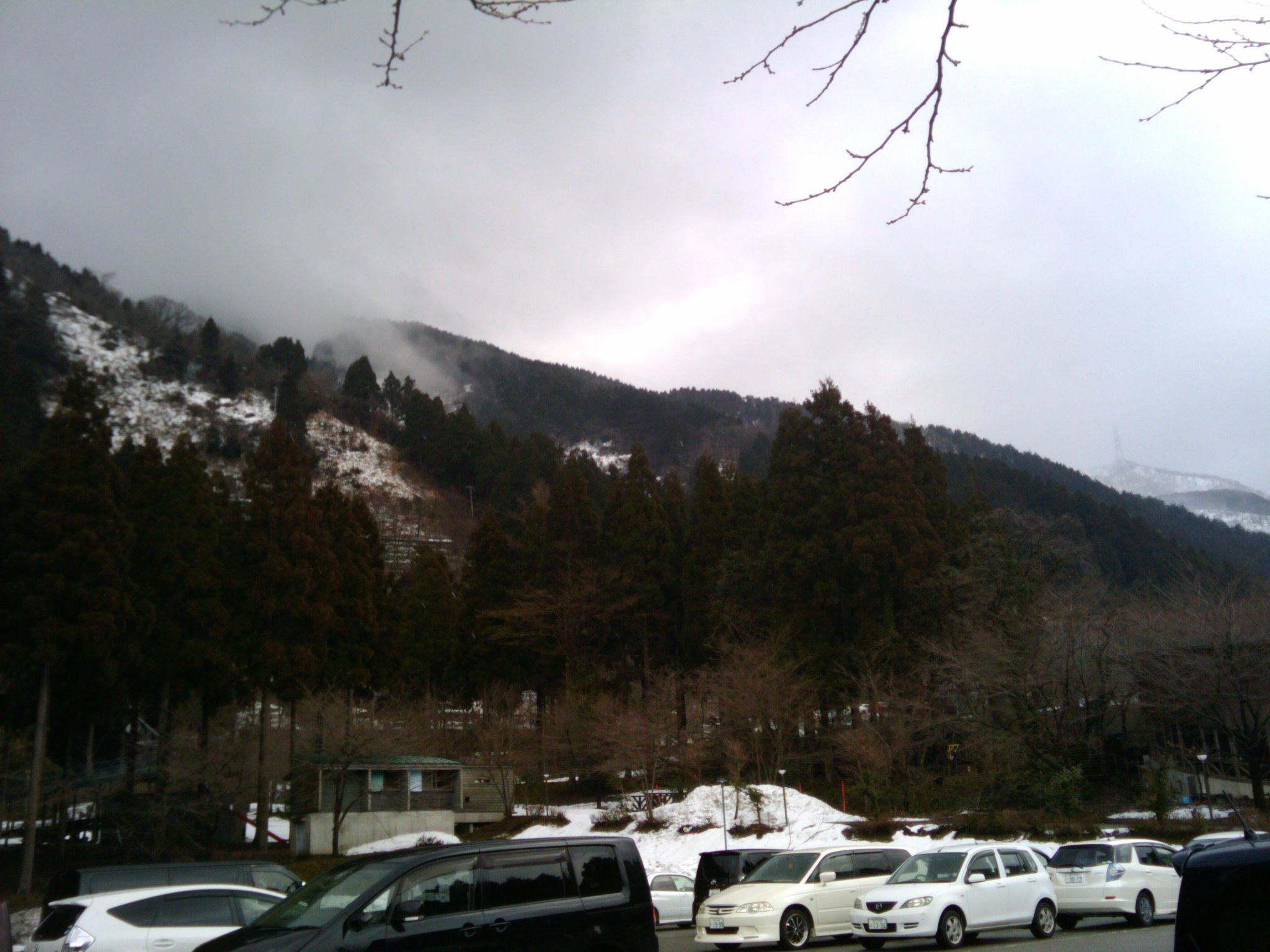
獅子吼高原

獅子吼・手取県立自然公園（ししく・てどりけんりつしぜんこうえん）は、石川県内の県立自然公園である。指定面積6.410ha。

## 沿革
1967年（昭和42年）10月1日に、金沢市と旧鶴来町にまたがる獅子吼高原・小松市と旧鳥越村にまたがる大倉岳・旧鳥越村の手取峡谷を『獅子吼・手取県立自然公園』として、石川県内3番目の県立自然公園に指定。

## 周辺

### 山岳
- 奥獅子吼山
- 後高山
- 大倉岳

### 施設
- 獅子吼高原スキー場
- 大倉岳高原スキー場

## 関連市町村
- 石川県金沢市、白山市、小松市